# Sacura speciosa
Sacura speciosa is een straalvinnige vissensoort uit de familie van zaag- of zeebaarzen (Serranidae). De wetenschappelijke naam van de soort werd voor het eerst geldig gepubliceerd in 1979 door Phillip Clarence Heemstra en John Ernest Randall.